# ديزني هوليوود استوديوهات
ديزني هوليوود استوديوهات (بالإنجليزية: Disney's Hollywood Studios)‏ هي مدينة ترفهية ضمن منتجع والت ديزني العالمي.افتتحت المدينة في يوم 1 مايو 1989 . تغطي حوالي 135 فدان ( 54.6 هكتار) .استضافت الحديقة حوالي 9.7 مليون زائر مما يجعلها المتنزه الخامس الأكثر زيارة في الولايات المتحدة والثامن في العالم.